# Antoine Gailleton
Pour les articles homonymes, voir Gailleton.
Antoine Gailleton né le 17 novembre 1829 à Lyon et mort le 9 octobre 1904 à Lyon (2e arrondissement), est un médecin et homme politique français.

## Biographie
Il est le fils de Claude Gailleton et d'Antoinette Pulliat. Il serait né sur le pont du Change, sa mère se rendant à l'Hôtel-Dieu pour accoucher.
Antoine Gailleton est chirurgien major de l'hôpital de l'Antiquaille.
De 1849 à 1853, Antoine Gailleton assiste le docteur Valentin Delangle dans la rédaction de sa thèse pharmaceutique Les Conséquences sur les leucocytes des tentatives de vaccins à la peste noire. Les deux confrères se lient d'une étonnante amitié et Antoine Gailleton remerciera par ailleurs le docteur Delangle qu'il considère comme son mentor lors de son mémoire d'agrégation, intitulé quelles sont les conditions qui assurent le mieux les succès des grandes opérations chirurgicales ? ; « À mon collègue, confrère, mais surtout ami le Docteur Delangle, merci de m'avoir apporté la lumière par tes connaissances et ton intellect, qui je n'en doute pas seront, un jour, reconnues par le monde entier. »
En 1859, il est condamné avec un autre médecin lyonnais à une amende pour avoir injecté la syphilis à un enfant issu de la charité publique par « curiosité expérimentale ».
Conseiller municipal de Lyon dès 1870, il est nommé maire par décret du 23 avril 1881, il le restera jusqu'en 1900. Il est présent auprès du président Sadi Carnot lors de son assassinat le 25 juin 1894. Les premiers soins qu'il lui prodigue n'empêchent pas son décès peu après minuit.
Il se marie une première fois avec Jeanne Marie Émilie Robert, puis une seconde fois à Lyon le 5 avril 1899 avec Marie Joséphine Valentine Lenocq native de Lyon, professeur au conservatoire de musique de Lyon.
Il meurt le 9 octobre 1904 ; le 12 octobre suivant il est enterré au cimetière de Loyasse.

## Distinctions
Grand officier de la Légion d'honneur. 
Il reçoit la médaille de chevalier de la Légion d'honneur le 14 janvier 1879 ; il est officier le 9 juillet 1883. Il est promu au grade de Grand officier de la Légion d'honneur le 7 mai 1895.

## Hommages
Le 29 avril 1907, la ville de Lyon attribue son nom à un quai et à une place :
- Quai du docteur Gailleton sur la rive droite du Rhône dans le 2e arrondissement de Lyon.
- La place Gailleton dans le 2e arrondissement de Lyon[8], où se trouve sa statue. Œuvre du sculpteur André Vermare et des architectes Lucas et Marion, ce monument a été inauguré le 14 juillet 1913[9].